# Pascal Charbonneau
Pour les articles homonymes, voir Charbonneau.
Pascal Charbonneau est un joueur d'échecs et un analyste financier canadien né le 6 mai 1983 à Montréal, grand maître international depuis 2006.

## Biographie et carrière
Pascal Charbonneau remporta le championnat du Canada en 2002, ex æquo avec Kevin Spraggett. La même année, il partagea la première place au championnat open du Canada à Montréal, ex æquo avec Jean-Marc Degraeve et Jean Hébert.
Le championnat du Canada de 2002 était un tournoi zonal, qualificatif pour le Championnat du monde de la Fédération internationale des échecs 2004 disputé en juillet à Tripoli en Libye. Charbonneau perdit au premier tour 0 à 2 contre le Français Étienne Bacrot.
En 2003, Charbonneau finit cinquième du championnat continental panaméricain (Amériques du Nord et du Sud) avec 8 points sur 11.
Il remporta un deuxième titre national en 2004, à Toronto après avoir battu Eric Lawson lors des départages.
Le championnat du Canada de 2004 était un tournoi zonal, qualificatif pour la Coupe du monde d'échecs 2005 disputée à Khanty-Mansiïsk en Russie. Charbonneau perdit au premier tour 0 à 2 contre le Russe Alekseï Dreïev.
Charbonneau représenta le Canada lors de cinq olympiades de 2000 à 2008, jouant au premier échiquier de l'équipe du Canada en 2004 et 2006.
Lors de l'Olympiade d'échecs de 2006 à Turin, Charbonneau battit l'ancien champion du monde Viswanathan Anand lors du match contre l'Inde.
Après avoir obtenu son diplôme en finance en 2008, Charbonneau commença à travailler dans la finance.